# TOMBU
TOMBU (N-{[1,3-Dimethyl-2,4,6-trioxotetrahydropyrimidin-5(6H)-ylidenaminooxy](dimethylamino)methylen}-N-methylmethanaminiumhexafluorophosphat) ist ein Kupplungsreagenz, welches in der Peptidsynthese zur Erzeugung von Peptiden verwendet wird. Es ist ein Derivat von Oxyma-B.
Alternative Kopplungsreagenzien sind z. B. HATU, HBTU, HCTU, TBTU, COMBU und COMU.